# Gare de Tournan
Gare de Tournan vasútállomás és RER állomás Franciaországban, Tournan településen.

## Vasútvonalak
Az állomást az alábbi vasútvonalak érintik:
- Gretz-Armainvilliers-Sézanne-vasútvonal

## Kapcsolódó állomások
A vasútállomáshoz az alábbi állomások vannak a legközelebb:
- Gare de Gretz-Armainvilliers (Nanterre – La Folie, RER E)
- Gare de Marles-en-Brie (Gare de Coulommiers, ligne P)
- Paris Gare de l’Est (Paris Gare de l’Est, ligne P)

## Lásd még
- Franciaország vasútállomásainak listája
- A RER állomásainak listája